# Blossom (canção de Kerli)
"Blossom" é uma canção da cantora e compositora estoniana Kerli. Lançada como segundo single de seu futuro segundo álbum de estúdio, foi lançada em 29 de abril de 2016, com o vídeo da música sendo lançado um dia antes. Uma versão orquestral da canção, intitulada "Blossom (The Halls of Heaven Sessions)" foi lançada em 27 de Maio de 2016.

## Composição
A música é baseada em uma suave batida eletrônica, completada com almofadas e uma instrumentação atmosférica. Ela é executada em um tempo lento de 68 BPM. Nas letras, Kerli afirma que "a criação desta história foi a partir da perspectiva de uma pequena semente crescendo no subsolo e, finalmente, estourando através da geada da primavera para encontrar o sol, parecia a coisa mais natural do mundo". "Blossom" lida com os temas de "sobrevivência" e de "cura".

## Lista de faixas
| Digital download |           |                        |              |         |  |
| N.º              | Título    | Compositor(es)         | Produtor(es) | Duração |  |
| 1.               | "Blossom" | Kerli Kõiv Ago Teppand | Teppand      | 3:59    |  |

| Halls of Heaven Sessions |                                      |         |  |
| N.º                      | Título                               | Duração |  |
| 1.                       | "Blossom" (Halls of Heaven Sessions) | 2:34    |  |